# Lumír Ondřej Hanuš
Lumír Ondřej Hanuš (en hébreu : לומיר הנוש) est un chimiste analytique tchèque et une autorité reconnue dans le domaine des recherches sur le cannabis. En 1992, William Anthony Devane et lui ont isolé et décrit pour la première fois la structure de l'anandamide, un neurotransmetteur cannabinoïde endogène.

## Biographie
Lumír Hanuš est né en 1947 à Olomouc, dans ce qui était alors la Tchécoslovaquie. Il est un parent éloigné du chimiste tchèque Josef Hanuš (1872–1955).

## Carrière académique
En 1966, Hanuš a commencé ses études à la Faculté des sciences de l'université Palacký d'Olomouc. En 1970, le professeur Zdeněk Krejčí du Département d'hygiène et d'épidémiologie de la Faculté de médecine — où les effets antibactériens du cannabis ont été décrits en 1955 — avait besoin d'un assistant : Hanuš a commencé à travailler comme assistant de Krejčí dans la recherche sur le cannabis et le haschisch en décembre de la même année. Là, Hanuš a également rencontré les professeurs Jan Kabelík et František Šantavý, qui, avec Krejčí, ont jeté les bases de la recherche sur le cannabis et ses effets curatifs. Hanuš a cultivé du cannabis à des fins de recherche sur deux champs de l'Institut de recherche sur la culture et l'élevage de légumes à Olomouc à partir de 1971. Les extraits ont également été utilisés à l'hôpital universitaire d'Olomouc comme remède contre l'ulcère aphteux, l'herpès simplex, le zona et les escarres.
Hanuš a obtenu à Olomouc une maîtrise en sciences en 1972 et un doctorat en sciences en 1974. Il y a poursuivi ses activités universitaires et de recherche jusqu'en 1990. Hanuš a également participé à des recherches à l'Académie tchécoslovaque des sciences et a poursuivi des recherches post-universitaires à l'Université Jan Evangelista Purkyně de Brno (aujourd'hui Université Masaryk). Dans les années 1978-1979, il a travaillé comme chercheur associé à l'Université du Mississippi, se concentrant non seulement sur le cannabis mais aussi sur les feuilles de coca. Il est devenu professeur associé en chimie organique à Olomouc en 1994 et a obtenu un doctorat ès sciences en chimie pharmaceutique à l'Université Charles en 1995.
Hanuš a pendant de nombreuses années correspondu avec le chercheur israélien sur le cannabis Raphael Mechoulam. À la suite de la révolution de velours, Hanuš a été invité à poursuivre ses recherches à l'Université hébraïque de Jérusalem, en Israël. Là, Hanuš et le pharmacologue moléculaire américain William Anthony Devane ont décrit pour la première fois en 1992 la structure de l'anandamide, un neurotransmetteur cannabinoïde endogène,.
Hanuš poursuit ses recherches à Jérusalem sur les cannabinoïdes, les endocannabinoïdes et leurs dérivés.

## Opinions sur le cannabis
Hanuš considère le cannabis comme « l'un des médicaments connus les plus sûrs ».
Selon Hanuš, l'alcool et le tabac devraient être « sur liste noire » plutôt que le cannabis, car il existe une possibilité de dépendance physique et psychologique aux deux premiers, alors qu'il n'y a aucune possibilité de dépendance physique et seulement une possibilité limitée de dépendance psychologique à la marijuana. De plus, les personnes sous l'influence de la marijuana ne sont pas dangereuses pour autrui. Il n'est pas favorable au fait de fumer de la marijuana en raison des dangers de l'inhalation de fumée. Hanuš est contre l'utilisation incontrôlée de la marijuana, mais il soutient pleinement son utilisation à des fins médicales.
En avril 2010 et septembre 2011, Hanuš a participé à un séminaire du Parlement tchèque visant à introduire des traitements aux cannabinoïdes.

## Hommages et récompenses
- 14 septembre 2005 : Médaille Hanuš (Société tchèque de chimie, Prague) pour avoir fait avancer un travail honorable dans les domaines de la chimie ;
- 6 novembre 2006 : Médaille commémorative (recteur de l'Université Palacký d'Olomouc) à l'occasion du 50e anniversaire de la renaissance et de la réouverture de l'université d'Olomouc, à l'occasion de la 13e conférence annuelle en l'honneur de Jean-Louis Fischer ;
- 12 avril 2007 : Docteur honoris causa (Université Masaryk de Brno) ;
- 2009 et 2010 : nommé pour le prix national du gouvernement tchèque « Esprit tchèque » (Česká hlava) ;
- 2010 : nommé pour le prix Jack Herer 2010 pour une sensibilisation exceptionnelle au chanvre dans le domaine de la médecine ;
- 26 avril 2010 : « Scientifique immigrant exceptionnel » (1990-2010) pour sa contribution à l'État d'Israël, Ministère de l'intégration des immigrants, Israël ;
- 4 mai 2011 : Docteur honoris causa (Université Palacký d'Olomouc) ;
- 2011 : Membre scientifique honoraire de la Société tchèque de neuropsychopharmacologie ;
- 2011 : nommé pour le Prix d'addictologie (Université Charles, Prague) de la meilleure réalisation de l'année 2011 ;
- 22 novembre 2012 : Prix d'addictologie (Université Charles, Prague) pour une contribution significative dans le domaine de l'addictologie au cours de l'année écoulée ;
- 13 juin 2013 : Prix de la ville d'Olomouc pour l'année 2012 ;
- 29 mars 2014 : Reconnaissance (association ONEJ), Ljubljana, Slovénie ;
- 2014 : nommé pour le poste de président de l'International Cannabinoid Research Society (en) (Société internationale de recherche sur les cannabinoïdes) ;
- 22 mars 2016 : lauréat du Lifetime Award 2015 (ONG Americans for Safe Access), Washington, DC, États-Unis ;
- 10 septembre 2016 : Médaille commémorative de l'Université Palacky d'Olomouc pour la représentation extraordinaire de l'Université Palacky en République tchèque et à l'étranger (« Pamětní medaile Univerzity Palackého v Olomouci za mimořádnou reprezentaci Univerzity Palackého v České republice a v zahraničí ») ;
- 13 janvier 2018 : Reconnaissance, Punta del Este, Uruguay ;
- 27 septembre 2018 : Lifetime Achievement Award, salon CanEx Jamaica, Montego Bay, Jamaïque.